# Wieloskórka
Wieloskórka (niem. Allerleirauh) – baśń spisana przez braci Grimm i opublikowana w 1812 roku w ich zbiorze Baśni (tom 1, nr 65).
Baśń zawiera wątki obecne w folklorze ludowym wielu narodów. Wykazuje podobieństwo z klasyczną francuską baśnią Charles’a Perraulta pt. Ośla Skórka opublikowaną w 1695 roku. 

## Treść[1]
W pewnym kraju, król miał piękną żonę, która pewnego dnia umarła. Przed śmiercią kazała przysiąc mężowi, że jeżeli kiedyś się ożeni, to tylko z kobietą piękniejszą od niej. Król był zrozpaczony i nie chciał się w ogóle żenić. Jednak ponaglany przez doradców, którzy przekonali go, że kraj musi mieć królową, rozpoczął poszukiwania nowej żony. Nigdzie jednak nie mogli znaleźć kobiety równie pięknej, jak zmarła królowa. Wtedy król zwrócił uwagę, że jego córka dorównuje urodą matce. Postanowił się ożenić właśnie z nią. 
Królewna, podobnie jak doradcy, była przerażona oświadczynami ojca. Liczyła na to, że król zmieni swój zamiar. Zażądała więc dla siebie, jako warunku zgody, trzech sukien – jednej w kolorze słońca, drugiej w kolorze księżyca, a trzeciej w kolorze gwiazd. Oprócz tego zażyczyła sobie płaszcza sporządzonego ze skór wszystkich zwierząt żyjących w królestwie. Liczyła na to, że król nie zdoła tego dokonać i odstąpi od swojego zamiaru. 
Jednak królewscy myśliwi i krawcowe dobrze się sprawili. W krótkim czasie, król złożył przed królewną suknie oraz płaszcz, i oświadczył, że następnego dnia będzie wesele. Wówczas królewna zarzuciła płaszcz, zabrała złoty pierścień, złoty kołowrotek i złote motowidełko oraz trzy suknie, i uciekła z zamku. 
Wędrowała długo, aż przeszła granicę i znalazła się w sąsiednim królestwie. Wędrując przez gęsty las poczuła zmęczenie. Weszła do dziupli wielkiego drzewa i tam zasnęła. Tymczasem w lesie polował król, władca tej krainy w towarzystwie grupy myśliwych. Kiedy ich psy zaczęły oszczekiwać drzewo, gdzie schroniła się królewna, myśliwi zainteresowali się co to za zwierzę tam się ukrywa. Zobaczyli brudną dziewczynę, okrytą płaszczem ze skór. Nie domyślili się, że to królewna z sąsiedniego kraju. 
Królewna powiedziała, że jest sierotą opuszczoną przez rodziców i zwróciła się do króla o pomoc. Wówczas król dał jej zatrudnienie w zamkowej kuchni. Królewna otrzymała też imię Wieloskórka. 
Jakiś czas później w zamku odbywało się przyjęcie. Wieloskórka poprosiła kucharza, by pozwolił jej iść popatrzeć. Kucharz zgodził się. Wieloskórka udała się do swojej komórki, obmyła się i przebrała się w jedną z sukien, które miała ze sobą. Kiedy weszła w niej na salę balową, wszyscy byli zachwyceni jej urodą. Sam król zaprosił ją do tańca. Jednak po tańcu, królewna, szybko wróciła do siebie, przebrała się w płaszcz i znów była Wieloskórką pracującą w kuchni. 
Kucharz, po jej powrocie, nakazał jej ugotować zupę dla króla. Wieloskórka wykonała zadanie, a do zupy włożyła swój pierścień. Król był zachwycony smakiem zupy. Zdziwił się kiedy znalazł w niej pierścień. Chciał się dowiedzieć skąd on się wziął, ale przywołana Wieloskórka udawała, że o niczym nie wie. 
Jakiś czas później na zamku znów odbyło się przyjęcie. Królewna znów udała się tam w jednej ze swoich sukien, król znów z nią zatańczył, ale jego partnerka zniknęła po tańcu tak jak poprzednio. Zanim jednak odeszła król zdążył włożyć jej na palec pierścień, który znalazł w zupie.
Później kiedy znów gotowała zupę dla króla wrzuciła tam złoty kołowrotek, a kolejnym razem złote motowidełko. Król był tym tak zaintrygowany, że kazał ponownie przywołać Wieloskórkę. Ujrzał na jej palcu pierścień, który dał tancerce na przyjęciu. Król zdjął z niej wówczas płaszcz i okazało się, że Wieloskórka nosi pod nim jedną ze swoich sukni, w której była na przyjęciu. Wówczas król się jej oświadczył. Jakiś czas później odbyło się huczne wesele.

## Ekranizacje
- Baśnie braci Grimm (Wieloskórka – odcinek 11, seria 2) – japoński serial animowany (1987-1988)
- Baśnie Braci Grimm: Simsala Grimm (odcinek 28, seria 3) – niemiecki serial animowany z lat 1999-2000
- Wieloskórka – niemiecki film z 2011 roku